# Peter Reichensperger
Peter Franz Reichensperger, född 22 maj 1810 i Koblenz, död 31 december 1892 i Berlin, var en tysk politiker; bror till August Reichensperger.
Reichensperger blev 1850 appellationsgerichtsråd i Köln och var sedermera, till 1879, obertribunalsråd i Berlin. Han var ledamot av preussiska nationalförsamlingen (1848) och Erfurtparlamentet samt från 1858 till sin död ledamot av preussiska deputeradekammaren och sedan 1867 av (Nordtyska förbundets och) tyska riksdagen. Liksom sin bror, med vilken han i allmänhet nära samverkade som politiker, tillhörde han det ultramontana Centrumpartiet. Han utgav bland annat Erlebnisse eines alten Parlamentariers im Revolutionsjahre 1848 (1882).

## Fotnoter
1. 1 2  läs online, www.reichstag-abgeordnetendatenbank.de , läst: 25 oktober 2013.[källa från Wikidata]
2. 1 2  Brockhaus Enzyklopädie, Brockhaus Enzyklopädie-ID: reichensperger-peter.[källa från Wikidata]
3. 1 2 3  läs online, www.deutsche-biographie.de , läst: 25 oktober 2013.[källa från Wikidata]